# Donald Moffat
Donald Moffat, född 26 december 1930 i Plymouth, Devon, död 20 december 2018 i Sleepy Hollow, New York, var en brittisk/amerikansk skådespelare.

## Roller i urval
- 1968 – Rachel, Rachel
- 1970 – High Chaparral (TV-serie) (1 avsnitt)
- 1971 – Bröderna Cartwright (TV-serie) (2 avsnitt)
- 1972 – Det sista bankrånet
- 1974 – Dödlig impuls
- 1980 – Hälsan framför allt
- 1980 – Karl-Alfred
- 1982 – The Thing
- 1983 – Rätta virket
- 1985 – Alamo Bay
- 1988 – Identitet okänd
- 1988 – Varats olidliga lätthet
- 1989 – Music Box – skuggor ur det förflutna
- 1991 – Class Action
- 1991 – Fallet Henry
- 1992 – Columbo (TV-serie) (1 avsnitt)
- 1992 – Snyltgästen
- 1994 – Fångade i paradiset
- 1994 – Påtaglig fara
- 1999 – Cookie's Fortune
- 2003 – Vita huset (TV-serie) (1 avsnitt)
- 2005 – Law & Order: Trial by Jury (TV-serie) (1 avsnitt)